# العلاقات البليزية الليتوانية
العلاقات البليزية الليتوانية هي العلاقات الثنائية التي تجمع بين بليز وليتوانيا.

## مقارنة بين البلدين
هذه مقارنة عامة ومرجعية للدولتين:
| وجه المقارنة                                              | بليز         | ليتوانيا                                                    |
| --------------------------------------------------------- | ------------ | ----------------------------------------------------------- |
| المساحة (كم2)                                             | 22.97 ألف    | 65.30 ألف                                                   |
| عدد السكان (نسمة)                                         | 374.68 ألف   | 2.79 مليون                                                  |
| الكثافة السكانية (ن./كم²)                                 | 16.31        | 42.73                                                       |
| العاصمة                                                   | بلموبان      | فيلنيوس، كاوناس                                             |
| اللغة الرسمية                                             | لغة إنجليزية | اللغة الليتوانية                                            |
| العملة                                                    | دولار بليزي  | ليتاس ليتواني، يورو                                         |
| الناتج المحلي الإجمالي (بليون دولار)                      | 1.84 مليار   | 47.17 مليار                                                 |
| الناتج المحلي الإجمالي (تعادل القوة الشرائية) بليون دولار | 3.05 مليار   | 84.06 مليار                                                 |
| الناتج المحلي الإجمالي الاسمي للفرد دولار أمريكي          | 4.88 ألف     | 14.15 ألف                                                   |
| الناتج المحلي الإجمالي للفرد دولار أمريكي                 | 8.42 ألف     | 27.69 ألف                                                   |
| مؤشر التنمية البشرية                                      | 0.715        | 0.839                                                       |
| رمز المكالمات الدولي                                      | +501         | +370                                                        |
| رمز الإنترنت                                              | .bz          | .lt                                                         |
| المنطقة الزمنية                                           | 00           | ت ع م+02:00، ت ع م+03:00، أوروبا/فيلنيوس ‏، توقيت شرق أوروبا |

## منظمات دولية مشتركة
يشترك البلدان في عضوية مجموعة من المنظمات الدولية، منها:
| علم المنظمة | اسم المنظمة                        | تاريخ انضمام بليز | تاريخ انضمام ليتوانيا |
| ----------- | ---------------------------------- | ----------------- | --------------------- |
|             | وكالة ضمان الاستثمار متعدد الأطراف | 29 يونيو 1992     | 8 يونيو 1993          |
|             | منظمة الشرطة الجنائية الدولية      | ?                 | ?                     |
|             | منظمة حظر الأسلحة الكيميائية       | ?                 | ?                     |
|             | منظمة التجارة العالمية             | ?                 | ?                     |
|             | الأمم المتحدة                      | 25 سبتمبر 1981    | 17 سبتمبر 1991        |
|             | مؤسسة التمويل الدولية              | 19 مارس 1982      | 15 يناير 1993         |
|             | يونسكو                             | 10 مايو 1982      | 7 أكتوبر 1991         |
|             | مؤسسة التنمية الدولية              | 19 مارس 1982      | 23 سبتمبر 2011        |
|             | البنك الدولي للإنشاء والتعمير      | 19 مارس 1982      | 6 يوليو 1992          |
|             | الاتحاد البريدي العالمي            | ?                 | ?                     |
|             | الاتحاد الدولي للاتصالات           | 16 ديسمبر 1981    | 1 يوليو 1923          |

## وصلات خارجية
- موقع وزارة الخارجية البليزية
- موقع وزارة الخارجية الليتوانية